# Pannecke
Pannecke ist ein Ortsteil der Gemeinde Trebel im Landkreis Lüchow-Dannenberg in Niedersachsen. 
Das Dorf liegt nordwestlich des Kernbereichs von Trebel zwischen der nordöstlich fließenden Elbe und der südöstlich verlaufenden B 493. Nordwestlich von Pannecke liegt das 1800 ha große Naturschutzgebiet Die Lucie.

## Geschichte
Am 1. Juli 1972 wurde Pannecke in die Gemeinde Trebel eingegliedert.